# Simone Perrotta
Simone Perrotta (Ashton-under-Lyne, Anglia, 1977. szeptember 17. –) angol születésű olasz válogatott labdarúgó, legutóbb az AS Roma középpályása volt. A jobblábas játékos rendkívül hasznosan szerepelt, segített a védekezésben és a támadásban is egyaránt.

## Pályafutása
Pályafutását Cerisanóban kezdte, ahol Giovanni Guido azonnal támadó középpályás posztra helyezte és ahol csapatának meghatározó tagjává vált. Simonét hamar megjegyezték éleslátásáról, jó helyzetfelismerő képességéről és a taktikák könnyed kivitelezéséről. 1990 nyarán a Reggina vezetői felfigyeltek tehetségére így 13 évesen Reggi Calabriába került.
A Reggina csapatánál minden ranglétrát végigjárt, mire az 1995–1996-os szezonban felkerült az "A" csapatba, ami akkor másodosztályú volt. Három év alatt igazi játékossá vált, így több első osztályú csapat is jelentkezett érte.
Simone végül is a Juventusban kötött ki, de mivel 34 mérkőzésből csak ötön jutott szerephez, a szezon végén továbbállt. Ezután a Bari csapatát erősítette, de két év után a csapat kiesett az első osztályból, így Perrotta 2001 nyarán a Chievóhoz került 1,5 millió euróért.
Itt Simone igazi alapembernek számított. Az első idényében 32 meccsen lépett pályára és 3 gólt szerzett a veronai csapatban. Erősen hozzájárult a Chievo nagyszerű szezonjához, így a csapat az azt követő idényben elindulhatott az UEFA-kupában. 2004 nyarán ismét több nagy csapat hívta őt, így Perrotta 7,2 millió euróért 4 évre a Rómába szerződött.
Az első idénye nem sikerült jól, rengeteg kritikát kapott az AS Roma szurkolóitól. A szezon végén az új edzőnek, Luciano Spallettinek köszönhetett egy második lehetőséget, amivel Perrotta nagyon is élt. Remek formában játszott az új, kötetlenebb szerepkörben. Azóta is alapember Spaletti mesternél. A 2006-os szezonban pedig 2010-ig meghosszabbította a szerződését, és 2007 nyarán tett egy olyan nyilatkozatot, hogy ő soha nem akarja elhagyni az As Roma csapatát.

## Válogatottság
Perrotta az olasz utánpótlás-válogatottban (U21) Spanyolország ellen mutatkozott be 1998 novemberében.
A felnőttválogatottba 2003. február 12-én hívták be először a Románia elleni barátságos mérkőzésen. Hivatalosan 2003. március 29. óta az olasz válogatott tagja. A 2004-es Európa-bajnokságban alapembernek számított, 3 meccsen egy gólt szerzett. A tornán nagyon hamar, a csoportkörben búcsúzott Olaszország. A 2006-os világbajnokságon Perrotta a csapattal együtt a döntőbe menetelt, ahol tizenegyesekkel megverték a francia válogatottat.

## Sikerei, díjai
As Roma
- Serie A (második helyezett: 2004, 2006, 2007, 2008.)
- Olasz kupa (győztes: 2007, 2008, második helyezett: 2005, 2006)
- Olasz szuperkupa (győztes: 2007, második helyezett: 2006)

Nemzetközi
- FIFA-világbajnokság (győztes: 2006)
- UEFA U-21 Eb (győztes: 2000)

## Statisztikái

### Klubcsapatokban
| Klub           | Szezon         | League         | League | League | Nemzeti kupa | Nemzeti kupa | Nemzetközi kupa | Nemzetközi kupa | Összesen | Összesen |
| Klub           | Szezon         | Bajnokság      | Mérk.  | Gólok  | Mérk.        | Gólok        | Mérk.           | Gólok           | Mérk.    | Gólok    |
| -------------- | -------------- | -------------- | ------ | ------ | ------------ | ------------ | --------------- | --------------- | -------- | -------- |
| Reggina        | 1995–96        | Serie B        | 22     | 0      | —            | —            | —               | —               | 22       | 0        |
| Reggina        | 1996–97        | Serie B        | 29     | 0      | —            | —            | —               | —               | 29       | 0        |
| Reggina        | 1997–98        | Serie B        | 26     | 1      | —            | —            | —               | —               | 26       | 1        |
| Juventus       | 1998–99        | Serie A        | 7      | 0      | 6            | 1            | 1               | 0               | 14       | 1        |
| Juventus       | 1999–2000      | Serie A        | 0      | 0      | 0            | 0            | 1               | 0               | 1        | 0        |
| Bari           | 1999–2000      | Serie A        | 31     | 1      | —            | —            | —               | —               | 31       | 1        |
| Bari           | 2000–01        | Serie A        | 25     | 0      | 0            | 0            | —               | —               | 25       | 0        |
| Chievo         | 2001–02        | Serie A        | 32     | 4      | 3            | 1            | —               | —               | 35       | 5        |
| Chievo         | 2002–03        | Serie A        | 32     | 1      | 0            | 0            | 2               | 0               | 34       | 1        |
| Chievo         | 2003–04        | Serie A        | 31     | 1      | 0            | 0            | —               | —               | 31       | 1        |
| Roma           | 2004–05        | Serie A        | 30     | 3      | 5            | 0            | 4               | 0               | 39       | 3        |
| Roma           | 2005–06        | Serie A        | 35     | 5      | 5            | 2            | 7               | 1               | 47       | 8        |
| Roma           | 2006–07        | Serie A        | 34     | 8      | 7            | 4            | 9               | 1               | 50       | 13       |
| Roma           | 2007–08        | Serie A        | 29     | 5      | 6            | 1            | 6               | 1               | 41       | 7        |
| Roma           | 2008–09        | Serie A        | 25     | 5      | 2            | 0            | 6               | 0               | 33       | 5        |
| Roma           | 2009–10        | Serie A        | 32     | 5      | 3            | 0            | 5               | 1               | 40       | 5        |
| Roma           | 2010–11        | Serie A        | 26     | 3      | 3            | 0            | 6               | 1               | 34       | 4        |
| Roma           | 2011–12        | Serie A        | 19     | 0      | 2            | 0            | 2               | 1               | 23       | 1        |
| Roma           | 2012–13        | Serie A        | 16     | 2      | 1            | 0            | 0               | 0               | 17       | 2        |
| Roma           | Összesen       | Összesen       | 246    | 36     | 33           | 7            | 44              | 6               | 326      | 49       |
| Teljes karrier | Teljes karrier | Teljes karrier | 479    | 44     | 43           | 9            | 48              | 6               | 573      | 59       |

### A válogatottban
| Olaszország | Olaszország | Olaszország |
| Évek        | Mérk.       | Gólok       |
| ----------- | ----------- | ----------- |
| 2002        | 1           | 0           |
| 2003        | 11          | 0           |
| 2004        | 9           | 1           |
| 2005        | 0           | 0           |
| 2006        | 12          | 1           |
| 2007        | 5           | 0           |
| 2008        | 8           | 0           |
| 2009        | 2           | 0           |
| Összesen    | 48          | 2           |

### Góljai a válogatottban
| # | Date              | Venue                                              | Opponent | Score | Result | Competition                        |
| - | ----------------- | -------------------------------------------------- | -------- | ----- | ------ | ---------------------------------- |
| 1 | 2004. június 22.  | Estádio D. Afonso Henriques, Guimarães, Portugália | Bulgária | 1–1   | 2–1    | 2004-es Európa-bajnokság           |
| 2 | 2006. október 11. | Borisz Paicsadze Stadion, Tbiliszi, Grúzia         | Grúzia   | 3–1   | 3–1    | 2008-as Európa-bajnokság-selejtező |

## Magánélet
Nős, felesége Lorena. Közös fiukat Francesco-nak hívják.